# Inkwizycja (zespół muzyczny)
Inkwizycja – polska grupa muzyczna zaliczana do nurtu muzyki alternatywnej, kojarzona na początku działalności z ruchem straight edge.

## Historia
Zespół Inkwizycja powstał 1 kwietnia 1989 roku w Krakowie z inicjatywy członków rozwiązanej hardcore'owej Ustawy o Młodzieży (UOM): poety Dariusza „Ex Perta” Eckerta – wokal (ex-Gonokok) i Krzysztofa „Żółwia” Turchana – gitara, bas (ex-Die Gewaltlosen).
W 1991 zespół w krakowskim Teatrze Stu nagrał debiutancki materiał pt. ...Na własne podobieństwo.... To pierwsza w Polsce płyta winylowa wydana przez firmę niezależną (Nikt Nic Nie Wie). W 1998 ukazał się na winylu minialbum Słowo, zawierający pięć utworów, nagranych w warszawskim studio Roberta Brylewskiego „Złota Skała”. W 2000 r. została wydana kaseta zawierająca przekrojowy materiał zespołu – od utworów pochodzących z pierwszej płyty, przez niepublikowane nagrania z demo Złota Skała, po kompozycje z singla Słowo, z drugiej strony – wiersze lidera w formie prezentowanej podczas własnych wieczorów autorskich. Całość materiału z minialbumu Słowo oraz utwory premierowe została wydana ponownie w 2002 r. na pierwszym CD zespołu zatytułowanym Stare fotografie, nagranym w studio B&B Records w podkrakowskich Niepołomicach.
Po zawieszeniu działalności w 2004 zespół w 2011 rozpoczął w nowym składzie próby oraz koncerty wyjazdowe. 1 października w Opolu odbył się pierwszy po reaktywacji koncert, w sali kameralnej Narodowego Centrum Polskiej Piosenki, a 19 listopada w poznańskim centrum kultury niezależnej Rozbrat. Zespół nagrał kilkanaście nowych utworów, grupa uczestniczyła w wielu koncertach. Po ustabilizowaniu składu w 2013 zespół rozpoczął przygotowania do nagrań studyjnych. W czerwcu 2013 ukazała się zremasterowana przez Marcina Dymitera reedycja LP Na własne podobieństwo – dostępna na winylu, a w październiku 2013 – na CD i w wersji mp3 (razem z również zremasterowanym singlem Słowo). W grudniu 2013 zostały opublikowane pierwsze po reaktywacji dwa nowe utwory na singlu Powiedziałem, nagrane przez Roberta „Nasti” Nastala w krakowskim studio 3AKRAM. Na 25-lecie grupy 5 kwietnia 2014 odbył się w krakowskim klubie „KotKarola” okolicznościowy koncert, na który zostały zaproszone zespoły Skowyt, Whorehouse, [peru] i The Corpse. Rok 2014 był również rokiem udziału Inkwizycji w znanych festiwalach rockowych – m.in. „Rock na Bagnie” w Goniądzu oraz „Off Festival” w Katowicach.
Pierwszy od 12 lat pełnowymiarowy album „Wojny nie będzie” ukazał się 21 listopada 2014, wydany własnym sumptem przez zespół, bez pośrednictwa wydawnictw i dystrybutorów. Zawierał 11 premierowych utworów. Zrealizowany został w studiach nagraniowych MaQ Records Studio w Wojkowicach, 3AKRAM w Krakowie oraz KWARTstudio w Bochni. Produkcji podjął się gitarzysta zespołu, Grzegorz „Drut” Włodek, natomiast całość zmiksowana i zmasterowana została przez Piotra Gruenpetera z Satanic Audio w Sosnowcu.
Po prawie pięcioletniej przerwie i zmianie składu, na XXX-lecie zespołu 17 maja 2019 ukazała się EP-ka „XXX” z trzema premierowymi utworami oraz czterema nowymi wersjami utworów sprzed 30 lat: Wilk XXX, Niespodzianka XXX, Komunikaty XXX oraz Stwórcy XXX.
Muzyka Inkwizycji jest próbą połączenia hardcore z klasycznym punkiem, cięższymi odmianami metalu, noise i industrialu, jak również bardziej melodyjnymi klimatami. Nierzadko ociera się o psychodelię, gotyk, rock progresywny. Teksty utworów inspirowane są haiku, wiele ma charakter antywojenny. Piętnują fałsz, hipokryzję (również Kościoła - stąd przyklejona na początku działalności łatka zespołu antyklerykalnego).

## Muzycy
Obecny skład zespołu
- Dariusz „Ex Pert” Eckert (od 1989) – głos
- Artur Łucka (od 2015) – gitara basowa
- Bartłomiej Kliś (od 2017) – perkusja

Byli członkowie
- Krzysztof „Żółw” Turchan (1989–2013) – gitara basowa, gitara elektryczna
- Marek Daniec (1992–2016) – gitara elektryczna
- Grzegorz „Drut” Włodek (2013–2021) – gitara elektryczna
- Mariusz Zagórski (1989–1991) – gitara basowa
- Janusz Budzyn (1990–1994) – gitara basowa, gitara elektryczna
- Bogdan Bayor (1989–1995) – perkusja
- Tomasz Dominik (1997–2004) – perkusja
- Łukasz Papst (2002–2003) – gitara elektryczna
- Jan Herman (2011–2012) – gitara elektryczna
- Tomasz Szwed (2012–2013) – gitara elektryczna
- Hubert Wójcicki (2011–2014) – perkusja
- Łukasz „Bunio” Fiedorek (2013–2015) – gitara basowa
- Mat Buffalo (2014–2017) – perkusja

## Dyskografia
Albumy
- 1991: ...Na własne podobieństwo... (Nikt Nic Nie Wie) - reedycja: 2013
- 2002: Stare fotografie (Nikt Nic Nie Wie) - reedycja: 2014
- 2014: Wojny nie będzie (Inkwizycja, Pasażer)

Minialbumy
- 1998: Słowo (Nikt Nic Nie Wie) - reedycja: 2013
- 2019: XXX (Nikt Nic Nie Wie)

Single
- 2013: Powiedziałem (PomnikPrzyrody)